# Unterkohlstätten
Unterkohlstätten è un comune austriaco di 1 036 abitanti nel distretto di Oberwart, in Burgenland. Nel 1971 ha inglobato i comuni soppressi di Glashütten bei Schlaining, Günseck e Holzschlag.